# Polygone équiangle

Un quadrilatère équiangle est un rectangle.

Un pentagone équiangle convexe.

Un hexagone isogonal croisé.

En géométrie euclidienne, un polygone équiangle est un polygone dont les angles internes sont égaux. Si les longueurs des côtés sont aussi égales, alors c'est un polygone régulier. Si les longueurs des côtés alternent, c'est un polygone isogonal.
Le seul triangle équiangle est le triangle équilatéral. Les rectangles, dont le carré, sont les seuls quadrilatères équiangles.
Dans un polygone simple équiangle (donc convexe) à n côtés, chaque angle interne mesure (1 – 2/n)×180°. En effet, la somme des angles internes d'un n-gone simple est toujours égale à (n – 2)×180°.
Le théorème de Viviani s'étend aux polygones équiangles, :

La somme des distances d'un point intérieur aux côtés d'un polygone équiangle convexe ne dépend pas de la position de ce point.
Un polygone est isogonal si et seulement s'il possède les trois propriétés suivantes (en fait, deux suffisent)[réf. souhaitée] :
- il est équiangle ;
- il est inscriptible ;
- ses côtés alternés sont égaux (c'est-à-dire, les côtés 1, 3, 5, ... sont égaux et les côtés 2, 4, ... sont égaux).

Si n est impair, le polygone est donc régulier.
De même qu'un rectangle à côtés entiers peut être pavé par des carrés unitaires (i. e. de côté 1), et un hexagone convexe équiangle à côtés entiers, par des triangles équilatéraux unitaires, tout dodécagone convexe équiangle peut être pavé par une combinaison de carrés unitaires, de triangles équilatéraux unitaires et de losanges unitaires dont les angles mesurent 30° et 150°.
Pour p premier, tout polygone équiangle convexe à pk côtés entiers est invariant par une rotation d'ordre p (donc est régulier si k = 1).